# هايكه لانجه
هايكه لانجه (بالألمانية: Heike Lange)‏ هي متزلجة ألمانية، ولدت في 31 أكتوبر 1955 في روستوك في ألمانيا.

## وصلات خارجية
- هايك لانج على موقع IMDb (الإنجليزية)

- هايك لانج على موقع SpeedSkatingBase.eu (الإنجليزية)
- هايك لانج على موقع SpeedSkatingNews.info (الإنجليزية)
- هايك لانج على موقع SpeedSkatingStats.com (الإنجليزية)
- هايك لانج على موقع اللجنة الأولمبية الدولية (الإنجليزية)
- هايك لانج على موقع أوليمبيديا (الإنجليزية)